# Albert Friedrich
Albert Friedrich (30. října 1861 Rožmberk nad Vltavou – ???) byl československý politik německé národnosti a meziválečný senátor Národního shromáždění ČSR za Německou sociálně demokratickou stranu dělnickou v ČSR.

## Biografie
Původně byl kontrolorem v spořitelně v Českém Krumlově, později pracoval v Krumlově jako železniční úředník. Profesí byl k roku 1920 železničním zřízencem z Krumlova.
V parlamentních volbách v roce 1920 získal za Německou sociálně demokratickou stranu dělnickou v ČSR (DSAP) senátorské křeslo v Národním shromáždění, kde zasedal do roku 1925. Byl předsedou dopravního výboru.
O jeho dalším osudu po odchodu z parlamentu nejsou informace.